# Sabellaria miryaensis
Sabellaria miryaensis är en ringmaskart som beskrevs av Parab och Gaikwad 1990. Sabellaria miryaensis ingår i släktet Sabellaria och familjen Sabellariidae. Inga underarter finns listade i Catalogue of Life.